# Maserati 3200 GT
Maserati 3200 GT — автомобиль класса Гран Туризмо, производившийся Maserati с конца 1998 по март 2002 года. Это была первая модель компании после присоединения к автоконцерну Fiat под покровительством Ferrari. Дизайном автомобиля занимался Джорджетто Джуджаро из Italdesign Giugiaro, ранее работавший над моделями Ghibli, Bora и Merak, над интерьером работал Энрико Фумиа. Всего было изготовлено 4795 автомобилей (2106 с АКПП, 2689 на МКПП).
Задние фонари автомобиля состояли из светодиодов в форме бумеранга: наружная часть отвечала за стоп-сигналы, а внутренняя — за поворотные огни.

## Технические характеристики
Шасси автомобиля — трубчатая рама — изготавливалось из листовой стали, крепилось оно жёстко, что давало большую жёсткость на кручение, безопасность и эффективность подвески, спереди оно усиливалось пространственной рамой. Поперечные рычаги и поворотные кулаки подвески автомобиля делались из кованого алюминия.
Двигатель у автомобиля был один — 3,2-литровый бензиновый агрегат с двойным наддувом и 6-ступенчатой механической коробкой передач.
- Размерность колёс — 235/40 ZR18, 265/35 ZR18
- Передняя подвеска — независимая, на двойных поперечных рычагах, винтовая пружина, стабилизатор поперечной устойчивости
- Задняя подвеска — независимая, на двойных поперечных рычагах, винтовая пружина, стабилизатор поперечной устойчивости
- Радиус разворота — 5,8 м
- Рулевое управление — шестерня-рейка (гидроусилитель)
- Передние тормоза — дисковые, вентилируемые (размерность — 330 мм)
- Задние тормоза — дисковые (размерность — 310 мм)

## Оснащение
3200 GT имел обычное оснащение для данного класса автомобилей, которое включало кожаную отделку салона, климат-контроль, 6-канальную аудиосистему Becker с CD-чейнджером на 6 дисков и двумя сабвуферами, электропривод передних сидений, которые автоматически сдвигались при опущенной спинке, и др. Из систем безопасности автомобиль имел АБС и систему контроля тягового усилия.

## 3200 GTA
Запуск версии 3200 GTA начали в 2000 году. Она оснащалась 4-скоростной автоматической трансмиссией и имела форсированный до 368 л. с. (271 кВ) двигатель. Примечателен тот факт, что версий с автоматической трансмиссией, было выпущено всего 2106, против 2689 с механической коробкой передач.

## 3200 GT Assetto Corsa
Ограниченная версия Assetto Corsa была представлена в 2001 году на Женевском автосалоне. В её оснащение дополнительно входили регулируемая электронная подвеска и спортивная тормозная система, также была улучшена управляемость. Тормозные колодки модификации изготавливались из металлокерамики, а воздуховоды охлаждения тормозной системы — из карбона. Assetto Corsa была на 15 мм ниже обычной версии, пружины её подвески стали жёстче, а стабилизатор поперечной устойчивости был усилен.

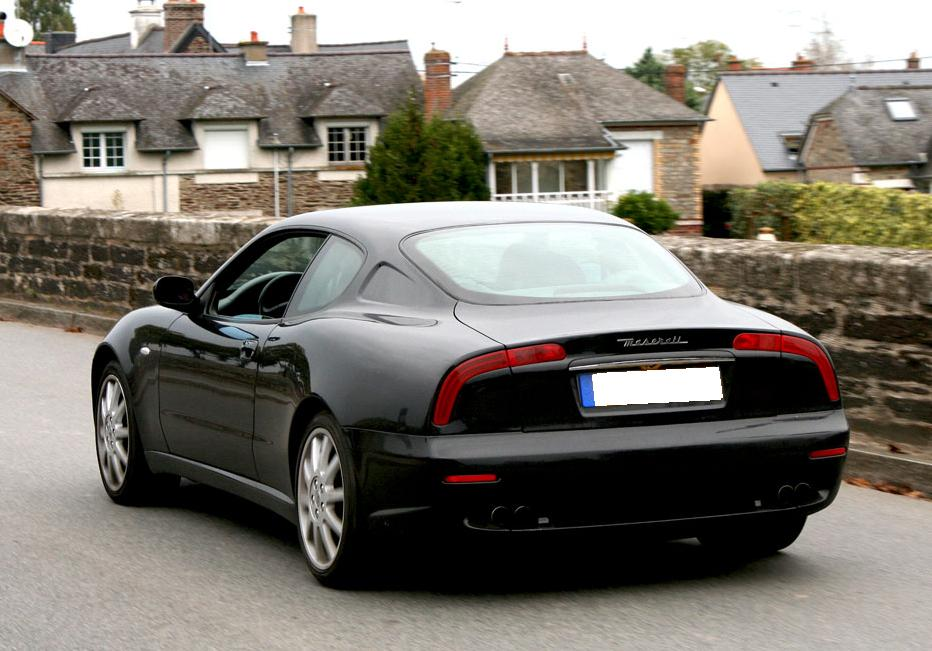
Вид сзади
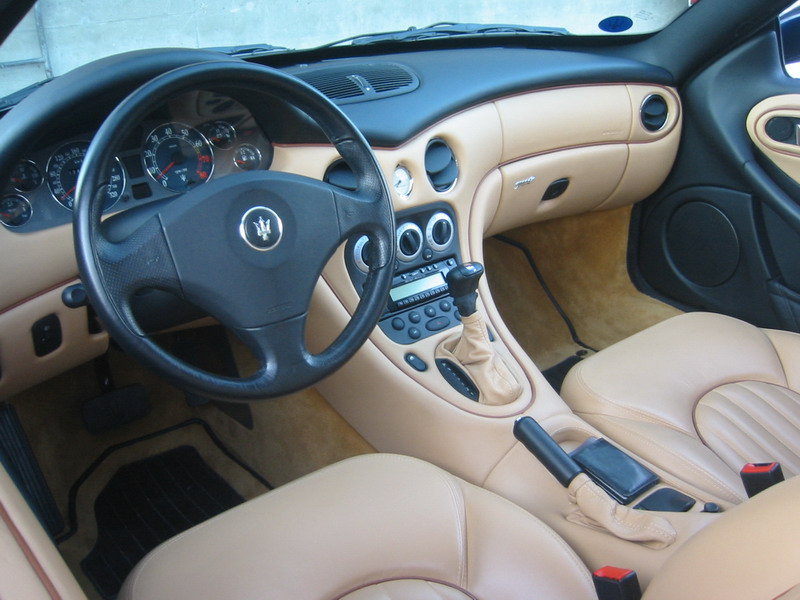
Интерьер